# معهد أنتاركتيكا نيوزيلندا

خريطة منطقة روس، الجزء من القارة القطبية الجنوبية التي تطالب بها نيوزيلندا.

أنتاركتيكا نيوزيلندا (بالإنجليزية: Antarctica New Zealand)‏ هو معهد أنشأته حكومة نيوزيلندا في عام 1996 لإدارة مصالحها في القارة القطبية الجنوبية وبحر روس. بالإضافة إلى توفير الدعم اللوجستي لبرنامج علمي كبير، كما يدير أيضًا قواعد مثل قاعدة سكوت. وأدار المعهد قواعد أخرى في الماضي، مثل محطة فاندا [الإنجليزية].
بدأت مشاركة نيوزيلندا في القارة القطبية الجنوبية في عام 1923، عندما كانت الأنشطة مرتبطة ارتباطًا وثيقًا بالمملكة المتحدة. وكان التعاون الوثيق مع الدول الأخرى جزءًا مهمًا من مشاركة نيوزيلندا في القارة القطبية الجنوبية.
منذ عام 1959، كانت قاعدة سكوت هي القاعدة الدائمة لنيوزيلندا في القارة القطبية الجنوبية. وكان بوب تومسون هو الشخص المسؤول عن الكثير من تطوير القاعدة كرئيس لقسم القطب الجنوبي في إدارة العلوم والأبحاث الصناعية في نيوزيلندا خلال الفترة من 1965 إلى 1988.
أدركت مراجعة عُقدت عام 1994 أهمية القارة القطبية الجنوبية بصورة استراتيجية لنيوزيلندا باعتبارها دولة في نصف الكرة الجنوبي. وهذا أدى إلى إنشاء معهد نيوزيلندا القطبي، المعروف باسم "أنتاركتيكا نيوزيلندا"، في الأول من يوليو عام 1996.
المعهد يتبع لوحدة سياسة القطب الجنوبي في وزارة الشؤون الخارجية والتجارة. ويُعد كيان تابع لمنظمة كروان [الإنجليزية] وله رئيس تنفيذي ومجلس إدارة. ويعيين أعضاء مجلس الإدارة لمدة ثلاث سنوات من قبل وزير الخارجية والتجارة بالتشاور مع رئيس مجلس الإدارة. ويجوز للوزير تمديد هذه الفترة لمدة تصل إلى ثلاث سنوات أخرى.
يتحمل أعضاء "أنتاركتيكا نيوزيلندا" مسؤولية جماعية أمام وزير الشؤون الخارجية والتجارة عن أداء المؤسسة. وتنشأ جميع الوظائف والسلطات المفوضة داخل "أنتاركتيكا نيوزيلندا" من الاختصاصات المفوضة من قبل المجلس.
يتمثل دور المجلس في الحكم. وتشمل الوظائف الخاصة ضمن هذا الدور العام تحديد الاتجاه الاستراتيجي لـ "أنتاركتيكا نيوزيلندا" وتطوير السياسات بطريقة متسقة مع الإطار التشريعي للمنظمة، على سبيل المثال من خلال خطة الأعمال السنوية، وضمان الامتثال للقانون والمستندات المسؤولية وتوقعات الحكومة الملائمة. ويشمل ذلك المسؤولية المالية عن جميع الأموال التي استلمتها الحكومة، وتعزيز التوقعات بالسلوك الذي يتناسب مع هيئة عامة، وتعيين المدير التنفيذي ومراقبة أداء "أنتاركتيكا نيوزيلندا" والمدير التنفيذي، والحفاظ على العلاقات المناسبة مع الوزير والبرلمان والجمهور. ويشمل ذلك تقديم تقارير عن أداء المنظمة وإدارتها.
الرئيس التنفيذي مسؤول عن التوظيف والإدارة في أنتاركتيكا نيوزيلندا.
في أغسطس 2018، طُلب من بيتر بيجز، الرئيس التنفيذي لعام 2014، الاستقالة على الفور من قبل مجلس الإدارة.
يخطط حاليًا لتطوير قاعدة سكوت بتكلفة 150 مليون دولار نيوزيلندي. في يونيو 2019، التزمت الحكومة بتقديم 18.5 مليون دولار نيوزيلندي (12.4 مليون دولار أمريكي) للمرحلة التالية من مشروع تطوير القاعدة. وقد صمم المشروع شركتا جاسماكس [الإنجليزية] وهيو بروتن [الإنجليزية].
يقع معهد أنتاركتيكا نيوزيلندا في المركز الدولي للقطب الجنوبي في مدينة كرايستشيرش.

## مقالات ذات صلة
- قائمة المنظمات التي يوجد مقرها في القارة القطبية الجنوبية [الإنجليزية]
- برنامج نيوزيلندا لأبحاث القطب الجنوبي
- منطقة روس
- الجدول الزمني لصلات نيوزيلندا مع القارة القطبية الجنوبية